# Bojetice
Bojetice (německy Bojetitz) jsou vesnice, část města Dobrovice v okrese Mladá Boleslav ve Středočeském kraji. Nachází se severně od Dobrovice, je s ní stavebně srostlá. Sídlo leží na jižním svahu Chloumeckého hřbetu, pod vrcholem U doubku. Nadmořská výška daného katastrálního území se pohybuje v rozmezí 266–367 metrů.

## Historie
První písemná zmínka o vesnici pochází z roku 1356.

## Obyvatelstvo
| Rok            | 1869 | 1880 | 1890 | 1900 | 1910 | 1921 | 1930 | 1950 | 1961 | 1970 | 1980 | 1991 | 2001 | 2011 | 2021 |
| -------------- | ---- | ---- | ---- | ---- | ---- | ---- | ---- | ---- | ---- | ---- | ---- | ---- | ---- | ---- | ---- |
| Počet obyvatel | 172  | 161  | 247  | 240  | 267  | 303  | 335  | 235  | 253  | 198  | 174  | 183  | 172  | 233  | 247  |
| Počet domů     | 20   | 23   | 29   | 33   | 37   | 44   | 66   | 69   | 71   | 67   | 57   | 78   | 80   | 89   | 106  |

## Obecní správa
V roce 1850, kdy vznikly obce jako samosprávné celky, byly Bojetice součástí Vinařic v okrese Mladá Boleslav.[zdroj⁠?!] Osadou Vinařic byly i při sčítání lidu až do roku 1890. Při sčítání lidu v letech 1900–1979 byla vesnice samostatnou obcí a od 1. ledna 1980 je částí města Dobrovice.

## Společnost
V roce 1932 byly ve vsi Bojetice s 303 obyvateli evidovány tyto živnosti a obchody: 2 hostince, 2 lomy, obuvník, pokrývač, švadlena, obchod se smíšeným zbožím, trafika, truhlář, zahradník.

## Pamětihodnosti
- Dva mohylníky v lese severně od vesnice